# إدموند أوتيس هوفي
إدموند أوتيس هوفي (بالإنجليزية: Edmund Otis Hovey)‏ هو مبشر وأمين مكتبة ومدرس وقسيس أمريكي، ولد في 15 يوليو 1801 في هانوفر في الولايات المتحدة، وتوفي في 10 مارس 1877 في كروفوردسفيل في الولايات المتحدة.